# Saiki Kusuo no psi-nan
Saiki Kusuo no psi-nan (斉木楠雄のΨ難?, Saiki Kusuo no sainan, lett. "Le disgrazie di Kusuo Saiki"), anche conosciuto come The Disastrous Life of Saiki K., è un manga scritto e disegnato da Shūichi Asō, serializzato sul Weekly Shōnen Jump di Shūeisha dal 14 maggio 2012. Un episodio ONA di sedici minuti, basato sulla serie e realizzato con Adobe Flash, è stato pubblicato il 4 agosto 2013, mentre un adattamento anime, coprodotto da J.C.Staff ed EGG FIRM, è stata trasmessa in Giappone tra il 4 luglio e il 25 dicembre 2016.

## Trama
Il liceale Kusuo Saiki possiede fin dalla nascita una vasta gamma di poteri psichici, tra cui telepatia e psicocinesi. Ciò potrebbe sembrare fantastico, ma Kusuo in realtà cerca di vivere una vita normale, nonostante queste sue fastidiose abilità.

## Personaggi
Kusuo Saiki (斉木 楠雄?, Saiki Kusuo)
Doppiato da: Shintarō Asanuma (vomic & OAV), Hiroshi Kamiya (TV anime), Renato Novara (ONA Netflix Italia)
Il protagonista della serie. È un ragazzo di 16 anni con i capelli rosa acceso (naturali) e due piccole antenne ai lati della testa. Questi sono dei limitatori di potenza costruiti dal fratello Kusuke per contenere i suoi enormi poteri psichici, tanto che se Kusuo ne toglie anche solo uno diventa incapace di controllare la sua forza. Anche normalmente non è in grado di spegnere la sua telepatia, motivo per cui è sempre investito dai pensieri di ogni persona nel raggio di 200 metri. Il suo atteggiamento quasi apatico è proprio una conseguenza di ciò, in quanto avendo accesso ai pensieri della gente non può mai essere sorpreso o colto alla sprovvista (per esempio, non può andare al cinema senza che i pensieri di chi ha già visto il film gli rovinino il finale). Inoltre potendo capire subito la vera natura di chi ha di fronte, sa che molte persone non sono ciò che sembrano e questo lo ha portato col tempo a sviluppare una certa misantropia. Molte situazioni comiche hanno all'origine Kusuo che cerca di liberarsi delle attenzioni di amici e conoscenti, sia per impedire che scoprano i suoi poteri, sia perché gli danno effettivamente fastidio. Ama la gelatina al caffè, mentre odia gli insetti non tanto per il ribrezzo, quanto perché - a differenza dei mammiferi - non può sentire i loro pensieri e a suo dire "È come essere circondato da tanti piccoli Nendo". È uno dei personaggi giocabili nel picchiaduro J-Stars Victory Vs.
Riki Nendō (燃堂 力?, Nendō Riki)
Doppiato da: Kenta Miyake (vomic & OAV), Daisuke Ono (TV anime), Simone Crisari (ONA Netflix Italia)
Compagno di classe ripetente e autoproclamatosi migliore amico di Kusuo. Pur avendo 17 anni ne dimostra qualcuno in più, con lineamenti spigolosi, un accenno di baffi e un vistoso doppio mento. Sfoggia inoltre una cresta tinta di biondo e una cicatrice sull'occhio sinistro. Grazie al suo fisico imponente eccelle negli sport, tanto da essere visto come un rivale dal rappresentante di classe Hairo; per contro è talmente stupido da essere immune alla telepatia di Kusuo, cosa che mette quest'ultimo parecchio a disagio.
Shun Kaidō (海藤 瞬?, Kaidō Shun)
Doppiato da: Takuya Eguchi (vomic & OAV), Nobunaga Shimazaki (TV anime), Luca Mannocci (ONA Netflix Italia)
Un altro compagno di classe di Kusuo e membro della sua "comitiva". È il più basso del gruppo, con i capelli azzurri spettinati e delle bende rosse intorno alle braccia. Proprio queste sono il tratto distintivo del suo alter ego Jet Ali Nere, un eroe che tiene sigillato nelle braccia uno spaventoso potere demoniaco che libera solo per combattere i membri della malvagia organizzazione Dark Reunion. Tutto ciò è soltanto un parto della fantasia sfrenata di Kaido che ha creato il suo alter ego per contrastare la sua eccessiva timidezza.

## Media

### Manga
Il manga, scritto e disegnato da Shūichi Asō, ha iniziato la serializzazione sulla rivista Weekly Shōnen Jump di Shūeisha il 14 maggio 2012. Il primo volume tankōbon è stato pubblicato il 4 settembre 2012 e al 4 ottobre 2017 ne sono stati messi in vendita in tutto ventitré. Nel volume due del manga Assassination Classroom di Yūsei Matsui i protagonisti delle rispettive serie (Kusuo Saiki e Korosensei) sono alle prese in un capitolo crossover, intitolato Korosensei vs Saiki Kusuo: Iruma-shi saishū kessen (殺せんせーVS斉木楠雄〜入間市最終決戦〜? lett. "Korosensei vs Kusuo Saiki: scontro finale a Iruma"), per ottenere un manjū.

### Anime
Un adattamento anime, coprodotto da J.C.Staff ed EGG FIRM per la regia di Hiroaki Sakurai, è andato in onda dal 4 luglio al 25 dicembre 2016. Le sigle di apertura e chiusura sono rispettivamente Seishun wa zankoku janai (青春は残酷じゃない?) di Natsuki Hanae e Psi desu I LIKE YOU (Ψです I LIKE YOU?) delle Dempagumi.inc. In varie parti del mondo gli episodi sono stati trasmessi in streaming, in contemporanea col Giappone, da Funimation.
Il 24 marzo 2019, è stato annunciato che una nuova serie anime sarebbe uscita su Netflix, con il cast e lo staff originale che avrebbero ripreso i loro ruoli. Intitolata The Disastrous Life of Saiki K.: Reawakened, la nuova serie di 6 episodi è stata presentata in anteprima il 30 dicembre 2019 su Netflix in tutto il mondo. Mentre la nuova serie non è una stagione completa, Netflix elenca ufficialmente questo reboot come stagione a parte sulla loro piattaforma streaming, mentre lo special “conclusivo” di 55 minuti (diviso in due parti) è stato inserito come terza stagione dell'anime precedente.

#### Episodi
Nota: i titoli degli episodi, seguendo l'esempio del nome del manga, riportano la lettera psi (Ψ) al posto degli ideogrammi dalla lettura "sai".

##### Stagione 1
| Nº  | Titolo italiano (traduzione letterale) Giapponese 「Kanji」 - Rōmaji | In onda           | In onda |
| Nº  | Titolo italiano (traduzione letterale) Giapponese 「Kanji」 - Rōmaji | Giapponese        |         |
| 1   | La disastrosa vita di uno psichico (prima parte) 「超能力者のΨ難（前編）」 - Chōnōryokusha no sainan (zenpen) | 4 luglio 2016     |         |
| 2   | La disastrosa vita di uno psichico (seconda parte) 「超能力者のΨ難（後編）」 - Chōnōryokusha no sainan (kōhen) | 5 luglio 2016     |         |
| 3   | Il peggio del peggio?! Riki Nendō 「最低Ψ悪！？燃堂力」 - Saitei sainan?! Nendō Riki | 6 luglio 2016     |         |
| 4   | Shun Kaidō, detto le ali nere corvino 「漆黒の翼こと海藤瞬」 - Shikkoku no tsubasa koto Kaidō Shun | 7 luglio 2016     |         |
| 5   | Bella e intelligente! Kokomi Teruhashi 「Ψ色兼備！照橋心美」 - Saishokukenbi! Teruhashi Kokomi | 8 luglio 2016     |         |
| 6   | A sangue caldo! Dodgeball (prima parte) 「熱血！ドッジボール（前編）」 - Nekketsu! Dojjibōru (zenpen) | 11 luglio 2016    |         |
| 7   | A sangue caldo! Dodgeball (seconda parte) 「熱血！ドッジボール（後編）」 - Nekketsu! Dojjibōru (kōhen) | 12 luglio 2016    |         |
| 8   | Raggiungilo! Segno d'amore 「届け！恋のΨン」 - Todoke! Koi no sain | 13 luglio 2016    |         |
| 9   | La ristrutturazione di casa della famiglia Saiki?! Cambiamento drastico!! 「斉木家Ψ建！？劇的大改造！！」 - Saiki-ke saiken!? Gekiteki daikaizō!! | 14 luglio 2016    |         |
| 10  | Inganna! Controllo della mente 「欺け！マインドコントロール」 - Azamuke! Maindo kontorōru | 15 luglio 2016    |         |
| 11  | Un mago geniale?! Uryoku Chōno 「天Ψマジシャン！？蝶野雨緑」 - Tensai majishan!? Chōno Uryoku | 18 luglio 2016    |         |
| 12  | Rincontro in TV! Uryoku Chōno 「テレビでΨ会！蝶野雨緑」 - Terebi de saikai! Chōno Uryoku | 19 luglio 2016    |         |
| 13  | Proprio sospetta! Dark Reunion! 「うさんくΨぞ！ダークリユニオン！」 - Usankusaizo! Dāku riyunion! | 20 luglio 2016    |         |
| 14  | In spiaggia: storia estiva 「ビーチΨド 夏物語」 - Bīchisaido: natsu monogatari | 21 luglio 2016    |         |
| 15  | Ricomincia la scuola! La malinconia di Nendō 「学校Ψ開！燃堂の憂鬱」 - Gakkō saikai! Nendō no yūutsu | 22 luglio 2016    |         |
| 16  | Fammi tuo discepolo per favore 「弟子にしてくだΨ」 - Deshi ni shite kudasai | 25 luglio 2016    |         |
| 17  | Il medium psichico della classe a fianco 「隣のクラスの霊能力者」 - Tonari no kurasu no reinōryoku-sha | 26 luglio 2016    |         |
| 18  | Kineshi Hairo in cerca di legna 「灰呂杵志の木Ψを求めて」 - Hairo Kineshi no mokuzai o motomete | 27 luglio 2016    |         |
| 19  | Disgrazia da solo a casa 「留守番のΨ難」 - Rusuban no sainan | 28 luglio 2016    |         |
| 20  | Crisi al terzo mese di relazione 「交Ψ３ヶ月の危機」 - Kōsai 3-kagetsu no kiki | 29 luglio 2016    |         |
| 21  | Fuga tramite un invincibile camuffamento! 「無敵の迷Ψ服で脱出せよ！」 - Muteki no meisai-fuku de dasshutsu seyo! | 1º agosto 2016    |         |
| 22  | Infiammiamoci! Il festival sportivo dell'accademia PK (prima parte) 「燃えろ！PK学園体育Ψ（前編）」 - Moero! PK gakuen taiikusai (zenpen) | 2 agosto 2016     |         |
| 23  | Ci si infiamma! Il festival sportivo dell'accademia PK (seconda parte) 「燃える！PK学園体育Ψ（中編）」 - Moeru! PK gakuen taiikusai (chūhen) | 3 agosto 2016     |         |
| 24  | Siamo infiammati! Il festival sportivo dell'accademia PK (terza parte) 「燃えた！PK学園体育Ψ（後編）」 - Moeta! PK gakuen taiikusai (kōhen) | 4 agosto 2016     |         |
| 25  | Non prendete fuoco! Esercitazione di sicurezza!! 「燃えるな！防Ψ訓練！！」 - Moeru na! Bōsai kunren!! | 5 agosto 2016     |         |
| 26  | L'allettante dolce di gelatina al caffè di massima qualità 「魅惑のΨ高級コーヒーゼリー」 - Miwaku no saikō-kyū kōhī zerī | 8 agosto 2016     |         |
| 27  | Per evitare disastri… 「Ψ厄に遭わない為には・・・」 - Saiyaku ni awanai tame ni wa… | 9 agosto 2016     |         |
| 28  | La più grande prova di Teruhashi 「照橋さんΨ大の試練」 - Teruhashi-san saidai no shiren | 10 agosto 2016    |         |
| 29  | La disastrosa vita da medium psichico di Reita Toritsuka 「霊能力者 鳥束零太のΨ難」 - Reinōryoku-sha Toritsuka Reita no sainan | 11 agosto 2016    |         |
| 30  | Fermatelo! L'effetto domino assassino 「止めろ！ヒトコロスイッチ」 - Yamero! Hitokoro suicchi | 12 agosto 2016    |         |
| 31  | Il regno del piccolo re 「ちいΨ王様君臨」 - Chiisai ō-sama kunrin | 15 agosto 2016    |         |
| 32  | Facciamo baldoria! Silent Night 「はしゃげ！Ψレントナイト」 - Hashage! Sairento Naito | 16 agosto 2016    |         |
| 33  | Un capodanno rumoroso (prima parte) 「うるΨお正月（前編）」 - Urusai oshōgatsu (zenpen) | 17 agosto 2016    |         |
| 34  | Un capodanno rumoroso (seconda parte) 「うるΨお正月（中編）」 - Urusai oshōgatsu (chūhen) | 18 agosto 2016    |         |
| 35  | Un capodanno rumoroso (terza parte) 「うるΨお正月（後編）」 - Urusai oshōgatsu (kōhen) | 19 agosto 2016    |         |
| 36  | Il più spaventoso! Il professor Matsuzaki 「Ψ恐！松崎先生」 - Saikyō! Matsuzaki-sensei | 22 agosto 2016    |         |
| 37  | Il festival del cioccolato 「チョコレートのΨ典」 - Chokorēto no saiten | 23 agosto 2016    |         |
| 38  | Il peggiore in assoluto?! Il padre di Nendō 「Ψ低最悪！？燃堂父」 - Saitei saiaku!? | 24 agosto 2016    |         |
| 39  | Nulla di sospetto! Kurumi Saiki 「ノーΨ疑心！斉木久留美」 - Nō saigishin! Saiki Kurumi | 25 agosto 2016    |         |
| 40  | Telepathy Silencer 「テレパスΨレンサー」 - Terepasu Sairensā | 26 agosto 2016    |         |
| 41  | La super star fa ritorno! 「スーパースターΨ登場！」 - Sūpā Sutā saitōjō! | 29 agosto 2016    |         |
| 42  | Lancia il dado! Gli esami finali distorti 「Ψを振れ！波乱の期末テスト」 - Sai o fure! Haran no kimatsu tesuto | 30 agosto 2016    |         |
| 43  | Ricontro stavolta per davvero! Uryoku Chōno (prima parte) 「今度こそΨ会！蝶野雨緑（前編）」 - Kondokoso saikai! Chōno Uryoku (zenpen) | 31 agosto 2016    |         |
| 44  | Ricontro stavolta per davvero! Uryoku Chōno (seconda parte) 「今度こそΨ会！蝶野雨緑（後編）」 - Kondokoso saikai! Chōno Uryoku (kōhen) | 1º settembre 2016 |         |
| 45  | La situazione economica di Mera 「目良さんのおΨ布事情」 - Mera-san no osaifu jijō | 2 settembre 2016  |         |
| 46  | Rinfiammàti! Il test di idoneità fisica 「Ψ燃！スポーツテスト」 - Sainen! Supōtsu tesuto | 5 settembre 2016  |         |
| 47  | La storia di un piccolo amore 「小Ψ恋の物語」 - Chiisai koi no monogatari | 6 settembre 2016  |         |
| 48  | L'ultimo gioco scadente! Olfana's Story 「クソゲーΨ新作！オルファナスストーリー」 - Kusogē saishinsaku! Orufanasu Sutōrī | 7 settembre 2016  |         |
| 49  | Bentornata! Mama 「おかえりなΨ！真魔」 - Okaerinasai! Mama | 8 settembre 2016  |         |
| 50  | Il modo migliore per confessarsi? Tecnica di evocazione spiriti 「告白にΨ適！？口寄せの術」 - Kokuhaku ni saiteki!? Kuchiyose no jutsu | 9 settembre 2016  |         |
| 51  | Vola! Cyborg Ciderman n. 2 「飛べ！改造人間Ψダーマン２号」 - Tobe! Kaizō ningen saidāman 2-gō | 12 settembre 2016 |         |
| 52  | Una grande azienda leader nel settore?! Il lavoro di papà 「Ψ大手一流企業！？父のお仕事」 - Saiōte ichiryū kigyō!? Chichi no oshigoto | 13 settembre 2016 |         |
| 53  | Ciderman n. 2 VS il Mostro Limonata 「Ψダーマン２号VS怪人レモネード」 - Saidāman 2-gō VS Kaijin Remonēdo | 14 settembre 2016 |         |
| 54  | Le vacanze di Kusuo Saiki 「斉木楠雄のΨ日」 - Saiki Kusuo no saijitsu | 15 settembre 2016 |         |
| 55  | I problemi con le donne di Kusuo Saiki 「Ψ木楠雄の♀難」 - Saiki Kusuo no jonan | 16 settembre 2016 |         |
| 56  | Chi vincerà? Raggruppamento fatidico 「勝つのはどっち！？運命の班決め」 - Katsu no wa docchi!? Unmei no han kime | 19 settembre 2016 |         |
| 57  | Viaggi e disastri vanno a braccetto 「旅にΨ難はつきもの」 - Tabi ni sainan wa tsukimono | 20 settembre 2016 |         |
| 58  | Andiamo su un aereo con uno psichico a bordo! 「超能力者搭Ψ旅客機でGO！」 - Chōnōryokusha tōsai ryokakuki de go! | 21 settembre 2016 |         |
| 59  | Siamo arrivati! Gita scolastica a Okinawa 「ちゃーびらΨ！沖縄修学旅行」 - Chābirasai! Okinawa shūgaku ryokō | 22 settembre 2016 |         |
| 60  | Ciao! Gita scolastica a Okinawa 「はいΨ！沖縄修学旅行」 - Haisai! Okinawa shūgaku ryokō | 23 settembre 2016 |         |
| 61  | Mi spiace! Gita scolastica a Okinawa 「わっΨびーん！沖縄修学旅行」 - Wassaibīn! Okinawa shūgaku ryokō | 26 settembre 2016 |         |
| 62  | Il peggior incidente notturno a Okinawa 「Ψ悪な或る夜の出来事in沖縄」 - Saiaku na aru yo no dekigoto in Okinawa | 27 settembre 2016 |         |
| 63  | Sì! Gita scolastica a Okinawa 「やーさっΨ！沖縄修学旅行」 - Yāsassai! Okinawa shūgaku ryokō | 28 settembre 2016 |         |
| 64  | Ci vediamo! Gita scolastica a Okinawa 「またやーΨ！沖縄修学旅行」 - Mata yāsai! Okinawa shūgaku ryokō | 29 settembre 2016 |         |
| 65  | Ci vediamo di nuovo! Gita scolastica a Okinawa 「またまたやーΨ！沖縄修学旅行」 - Mata mata yāsai! Okinawa shūgaku ryokō | 30 settembre 2016 |         |
| 66  | Piacere!! Outsider 「夜露死苦！！アウトΨダー」 - Yoroshiku!! Autosaidā | 3 ottobre 2016    |         |
| 67  | Lo studente trasferito ~Primi incontri~ 「転校生～Ψ初の出会い～」 - Tenkōsei ~Saisho no deai~ | 4 ottobre 2016    |         |
| 68  | Insieme! La coppia Nendō 「揃う！燃堂夫Ψ」 - Sorou! Nendō fusai | 5 ottobre 2016    |         |
| 69  | Ripresa! Il caffè Mami 「経営Ψ建！純喫茶魔美」 - Keiei saiken! Junkissa Mami | 6 ottobre 2016    |         |
| 70  | Colpevole o innocente?! Il caso di furto 「有罪無Ψ！？盗難事件」 - Yūzai musai!? Tōnan jiken | 7 ottobre 2016    |         |
| 71  | Quale idea sarà approvata?! La riunione per il programma di classe 「Ψ用なるか！？クラス出し物提案会」 - Saiyō naru ka!? Kurasu dashimono teian-kai | 10 ottobre 2016   |         |
| 72  | Cantate! Il recital di Reita! 「歌え！REITAリΨタル！」 - Utae! Reita risaitaru! | 11 ottobre 2016   |         |
| 73  | Fate baccano! Il festival scolastico dell'accademia PK (prima parte) 「さわげ！PK学園文化Ψ（前編）」 - Sawage! PK gakuen bunkasai (zenpen) | 12 ottobre 2016   |         |
| 74  | Si fa baccano! Il festival scolastico dell'accademia PK (seconda parte) 「さわぐ！PK学園文化Ψ（後編）」 - Sawagu! PK gakuen bunkasai (kōhen) | 13 ottobre 2016   |         |
| 75  | Andiamo al party di fine festival scolastico 「文化Ψ打ち上げへ行こう」 - Bunkasai uchiage e ikō | 14 ottobre 2016   |         |
| 76  | La ragazza più bella VS il ragazzo più testardo (prima parte) 「Ψ強美少女VS絶対に落ちない男（前編）」 - Saikyō bishōjo VS zettai ni ochinai otoko (zenpen)                                                                                                   | 17 ottobre 2016   |         |
| 77  | La ragazza più bella VS il ragazzo più testardo (seconda parte) 「Ψ強美少女VS絶対に落ちない男（後編）」 - Saikyō bishōjo VS zettai ni ochinai otoko (kōhen)                                                                                                  | 18 ottobre 2016   |         |
| 78  | Psychic Santa Claus 「Ψキック・サンタクロース」 - Saikikku Santa Kurōsu | 19 ottobre 2016   |         |
| 79  | Andiamo a comprare gli ultimi pezzi di elettronica! 「Ψ新家電を買いに行こう！」 - Saishin kaden o kai ni ikō! | 20 ottobre 2016   |         |
| 80  | Ciclo di nuovo anno 「年初めのΨクル」 - Toshi hajime no saikuru | 21 ottobre 2016   |         |
| 81  | Il sospetto di Kaidō (prima parte) 「海藤のΨ疑心（前編）」 - Kaidō no saigishin (zenpen) | 24 ottobre 2016   |         |
| 82  | Il sospetto di Kaidō (seconda parte) 「海藤のΨ疑心（後編）」 - Kaidō no saigishin (kōhen) | 25 ottobre 2016   |         |
| 83  | Un inutile arbitraggio?! Nendō VS Kaidō 「仲Ψ無用！？燃堂vs海藤」 - Chūsai muyō!? Nendō VS Kaidō | 26 ottobre 2016   |         |
| 84  | Il peggior part-timer 「Ψ悪のアルバイター」 - Saiaku no arubaitā | 27 ottobre 2016   |         |
| 85  | Feroce corsa! Runners Psi! 「激走！ランナーズΨ！」 - Gekisō! Rannāzu Sai! | 28 ottobre 2016   |         |
| 86  | La seconda visita di Teruhashi a casa Saiki 「照橋さんの斉木家Ψ訪」 - Teruhashi-san no Saiki-ke saihō | 31 ottobre 2016   |         |
| 87  | Una fetta di torta! Il milionario di paglia 「お茶の子ΨΨ！わらしべ長者」 - Ocha no ko saisai! Warashibe chōja | 1º novembre 2016  |         |
| 88  | Trasformazione! Super Size 「変形！スーパーΨズ」 - Henkei! Sūpā Saizu | 2 novembre 2016   |         |
| 89  | La raccomandazione di ripetere l'anno 「Ψ教育のススメ」 - Saikyōiku no susume | 3 novembre 2016   |         |
| 90  | Tensione al culmine! Uscita al karaoke 「テンションΨ高潮！カラオケ会」 - Tenshon saikōchō! Karaoke-kai | 4 novembre 2016   |         |
| 91  | Urrà! Il nonno tsundere 「万Ψ！ツンデレおじいちゃん」 - Banzai! Tsundere ojiichan | 20 novembre 2016  |         |
| 92  | Hip hip urrà! Il nonno tsundere 「万万Ψ！ツンデレおじいちゃん」 - Banbanzai! Tsundere ojiichan | 20 novembre 2016  |         |
| 93  | Benvenuti al parco divertimenti ai confini della terra 「Ψ果ての遊園地へようこそ！」 - Saihate no yuenchi e yōkoso! | 20 novembre 2016  |         |
| 94  | Ci vediamo! Saluto ai nonni 「Ψ見！祖父母との別れ」 - Saichen! Sofubo to no wakare | 20 novembre 2016  |         |
| 95  | Congratulazioni per l'uscita del gioco! Le storie horror di Kunio Saitō 「祝ゲーム化！斉藤邦夫のχ談」 - Shuku gēmu-ka! Saitō Kunio no kaidan | 20 novembre 2016  |         |
| 96  | Sfrutta il talento! Il piano di Toritsuka per diventare popolare 「Ψ能を駆使せよ！鳥束モテ男計画」 - Sainō o kushi seyo! Toritsuka moteo keikaku | 27 novembre 2016  |         |
| 97  | Usa l'ingegno! Il club dell'occulto di PK 「Ψ知をいかせ！PKオカルト部」 - Saichi o ikase! PK okaruto-bu | 27 novembre 2016  |         |
| 98  | I peggiori cuochi 「Ψ低の料理人」 - Saitei no ryōrinin | 27 novembre 2016  |         |
| 99  | La seduta è aperta! Il processo dei Kokomins 「開廷！ここみんズΨ判！」 - Kaitei! Kokominzu saiban! | 27 novembre 2016  |         |
| 100 | Terrore! Il disastroso ___º episodio dell'anime 「恐怖！アニメ第○話のΨ難」 - Kyōfu! Anime dai ○-wa no sainan | 27 novembre 2016  |         |
| 101 | Arriva lo scienziato pazzo! (prima parte) 「マッドΨエンティスト現る！（前編）」 - Maddo saientisuto arawaru! (Zenpen) | 4 dicembre 2016   |         |
| 102 | Arriva lo scienziato pazzo! (seconda parte) 「マッドΨエンティスト現る！（中編）」 - Maddo saientisuto arawaru! (Chūhen) | 4 dicembre 2016   |         |
| 103 | Arriva lo scienziato pazzo! (terza parte) 「マッドΨエンティスト現る！（後編）」 - Maddo saientisuto arawaru! (Kōhen) | 4 dicembre 2016   |         |
| 104 | Corsa veloce! Una battaglia di ingegni 「激走！Ψ能バトル」 - Gekisō! Sainō batoru | 4 dicembre 2016   |         |
| 105 | Almeno fate silenzio al museo 「美術館ではΨ低限お静かに」 - Bijutsukan de wa saiteigen oshizuka ni | 4 dicembre 2016   |         |
| 106 | Il disastro prima delle vacanze estive 「夏休み前のΨ難」 - Natsuyasumi mae no sainanNel bel mezzo delle vacanze estive! Il campo di addestramento del club dell'occulto 「夏休み真っΨ中！オカルト部合宿編」 - Natsuyasumi massaichū! Okaruto-bu gasshuku-hen | 11 dicembre 2016  |         |
| 107 | Nel bel mezzo delle vacanze estive! Il campo di addestramento del club di tennis 「夏休み真っΨ中！テニス部合宿編」 - Natsuyasumi massaichū! Tenisu-bu gasshuku-hen                                                                                           | 11 dicembre 2016  |         |
| 108 | Nel bel mezzo delle vacanze estive! Il lavoro di sperimentazione clinica 「夏休み真っΨ中！治験バイト編」 - Natsuyasumi massaichū! Chiken baito-hen | 11 dicembre 2016  |         |
| 109 | Nel bel mezzo delle vacanze estive! Il campo di addestramento per la patente 「夏休み真っΨ中！免許合宿編」 - Natsuyasumi massaichū! Menkyo gasshuku-hen | 11 dicembre 2016  |         |
| 110 | Nel bel mezzo delle vacanze estive! L'appuntamento con Teruhashi 「夏休み真っΨ中！照橋デート編」 - Natsuyasumi massaichū! Teruhashi dēto-hen | 11 dicembre 2016  |         |
| 111 | Appare l'erede di un conglomerato! 「Ψ閥の御曹司現る！」 - Saibatsu no onzōshi arawaru! | 18 dicembre 2016  |         |
| 112 | Sbaraglia il travolgente potere finanziario! 「圧倒的Ψ力を打ち破れ！」 - Attōteki zairyoku o uchiyabure! | 18 dicembre 2016  |         |
| 113 | Ritorno! Il nonno tsundere 「Ψ来！ツンデレおじいちゃん」 - Sairai! Tsundere ojiichan | 18 dicembre 2016  |         |
| 114 | Tenere una festa di Halloween 「開Ψハロウィンパーティー」 - Kaisai Harowin pātī | 18 dicembre 2016  |         |
| 115 | L'invincibile potere finanziario della famiglia Saiko 「才虎一族無敵のΨ力」 - Saiko ichizoku muteki no zairyoku | 18 dicembre 2016  |         |
| 116 | Un talento fiorito?! La malinconia di un mago popolare 「Ψ能開花！？人気マジシャンの憂鬱」 - Sainō kaika!? Ninki majishan no yūutsu | 25 dicembre 2016  |         |
| 117 | Esercizio in un delirio fuori controllo 「暴走妄想エクサΨズ」 - Bōsō mōsō ekusasaizu | 25 dicembre 2016  |         |
| 118 | Disastro durante la pausa 「休み時間のΨ難」 - Yasumi jikan no sainan | 25 dicembre 2016  |         |
| 119 | Distrutto! Festa a sorpresa (prima parte) 「粉Ψ！サプライズパーティー（前編）」 - Funsai! Sapuraizu pātī (zenpen) | 25 dicembre 2016  |         |
| 120 | Distrutto! Festa a sorpresa (seconda parte) 「粉Ψ！サプライズパーティー（後編）」 - Funsai! Sapuraizu pātī (kōhen) | 25 dicembre 2016  |         |

##### Stagione 2
| Nº | Titolo italiano (traduzione letterale) Giapponese 「Kanji」 - Rōmaji | In onda          | In onda |
| Nº | Titolo italiano (traduzione letterale) Giapponese 「Kanji」 - Rōmaji | Giapponese       |         |
| 1  | Riavvio! La vita quotidiana, come al solito 「Ψ開!"いつも通り"の日常」 - Saikai! Itsumodōri no NichijōUn'altra sfida di Natale 「Ψチャレンジ!クリスマス」 - Sai Charenji! KurisumasuLe prime esperienze dell'anno sono importanti 「新年Ψ初が一番大事」 - Shinnen Saisho ga Ichiban DaijiCourtside gioco d'amore 「コートΨドのラブゲーム」 - Kōtosaido no RabugeimuDisgrazia del dessert buffet 「スイーツバイキングのΨ難」 - Suiitsu Baikingu no Sainan | 17 gennaio 2018  |         |
| 2  | Fantascienza di prima mano 1 「体験Ψエンスフィクション1」 - Taiken Saiensufikushon 1Fantascienza di prima mano 2 「体験Ψエンスフィクション2」 - Taiken Saiensufikushon 2Fantascienza di prima mano 3 「体験Ψエンスフィクション3」 - Taiken Saiensufikushon 3Cenare! Gioco d'amore 「押忍!恋の果たし状」 - Osu! Koi no HatashijōSenso di moda esaurito 「ファッションセンスのΨ庫なし」 - Fasshon Sensu no Zaiko Nashi | 24 gennaio 2018  |         |
| 3  | Disgrazie di metà inverno 「真冬のΨ難」 - Mafuyu no SainanVisita a casa del conglomerato di Saiko 「Ψ虎財閥お宅訪問」 - Saiko Zaibatsu Otaku HōmonVieni nella Terra di Saiko! 「おいでよ！Ψコーランド」 - Oide yo! Saikō RandoMisure di prevenzione delle catastrofi invincibili 「無敵の防Ψ対策」 - Muteki no Bōsai TaisakuCongratulazioni per la tua laurea! 「卒業おめでとうごΨます！」 - Sotsugyō Omedetōgozaimasu! | 31 gennaio 2018  |         |
| 4  | Le disgrazie di Imu Rifuta 「梨歩田依舞のΨ難」 - Rifuta Imu no SainanL'inganno del pesce d'aprile 「欺け！Ψプリルフール」 - Azamuke! Saipuriru FūruL'arma suprema della primavera 「春のΨ終兵器」 - Haru no SaishūheikiRiciclare! Concorrenza nella pulizia dei rifiuti 「リΨクル！ゴミ拾い大会」 - Risaikuru! Gomihiroi TaikaiTagliare attraverso il silenzio, il fantasma nella stanza della musica 「静寂切りΨた音楽室の幽霊」 - Seijyaku Kirisaita Ongakushitsu no Yūrei | 7 febbraio 2018  |         |
| 5  | Rivincita! Rifuta VS Teruhashi 「Ψ戦！梨歩田VS照橋」 - Saisen! Rifuta VS TeruhashiDoni dei Magi 「賢Ψの贈り物」 - Kensai no OkurimonoIl criceto perduto con il dialetto Kansai 「迷子のハムスターは関Ψ弁で喋る」 - Maigo no Hamusutā wa Kansaiben de ShaberuL'animale in miniatura transitorio 「放浪！ミニΨズアニマル」 - Hōrō! Minisaizu AnimaruMassaggio disgraziato 「マッサージのΨ難」 - Massāji no sainan | 14 febbraio 2018 |         |
| 6  | La lussuosa crociera del conglomerato di Saiko 「Ψ虎財閥の豪華クルーズ」 - Saiko Saibatsu no Gōka KurūzuIl naufragio di Saiki Kusuo 1 「斉木楠雄の遭難１」 - Saiki Kusuo no Sōnan 1Il naufragio di Saiki Kusuo 2 「斉木楠雄の遭難２」 - Saiki Kusuo no Sōnan 2Il naufragio di Saiki Kusuo 3 「斉木楠雄の遭難３」 - Saiki Kusuo no Sōnan 3Il naufragio di Saiki Kusuo 4 「斉木楠雄の遭難４」 - Saiki Kusuo no Sōnan 4 | 21 febbraio 2018 |         |
| 7  | Il naufragio di Saiki Kusuo 5 「斉木楠雄の遭難５」 - Saiki Kusuo no Sōnan 5Il naufragio di Saiki Kusuo 6 「斉木楠雄の遭難６」 - Saiki Kusuo no Sōnan 6Il naufragio di Saiki Kusuo 7 「斉木楠雄の遭難７」 - Saiki Kusuo no Sōnan 7La ghigliottina del club stampa della PK Academy 「断Ψせよ！PK学園新聞部」 - Danzai Seyo! PK Gakuen Shinbun-buAddio! L'ultimo giorno della pausa estiva 「さらば！夏休みΨ終日」 - Saraba! Natsuyasumi Saishūbi | 28 febbraio 2018 |         |
| 8  | Solamente brutte notizie dallo studente appena trasferito 「チョーウΨ！ゲロヤバ転校生現る！」 - Chōuzai! Geroyaba Tenkōsei Arawaru!Sfuggire alla vista uditiva! 「オーラΨトをかいくぐれ！」 - Ōrasaito o Kaikugure!Le circostanze dei bambini delicati 「繊Ψなコドモの事情」 - Sensai na Kodomo no JijōseaUn'altra sfida del salto nel tempo! 「Ψチャレンジ！タイムリープ」 - Sai Charenji! TaimurīpuLe disgrazie di Kokomi Teruhashi 「照橋心美のΨ難」 - Teruhashi Kokomi no Sainan | 7 marzo 2018     |         |
| 9  | I sensitivi dovrebbero esercitare estrema cautela (parte 1) 「超能力者にはΨ心の注意を（前編）」 - Chō Nōryoku-sha ni wa saishin no Chūi o (Zenpen)I sensitivi dovrebbero esercitare estrema cautela (parte 2) 「超能力者にはΨ心の注意を（後編）」 - Chō Nōryoku-sha ni wa saishin no Chūi o (Kōhen)Il circo psichico dei sogni (parte 1) 「夢のΨキックサーカス（前編）」 - Yume no saikikkusākasu (Zenpen)Il circo psichico dei sogni (parte 2) 「夢のΨキックサーカス（後編）」 - Yume no saikikkusākasu (Kōhen)Spero che tu guarisca presto! 「無病息Ψお祈り致します！！」 - Mubyōsokusai oinori itashimasu! ! | 14 marzo 2018    |         |
| 10 | Prevenire una truffa! 「防げ！詐欺犯Ψ」 - Fusege! Sagi HanzaiLa riunione della famiglia Saiki! (parte 1) 「Ψ木家集結！！（前編）」 - Saiki-ke Shuketsu! ! (Zenpen)La riunione della famiglia Saiki! (parte 2) 「Ψ木家集結！！（後編）」 - Saiki-ke Shuketsu! ! (Kōhen)Lo scienziato pazzo rurale 「田舎のマッドΨエンティスト）」 - Inaka no Maddo SaientisutoGli psichici della PK Academy si riuniscono! 「集う！PK学園Ψキッカーズ」 - Tsudou! PK Gakuen Saikikkāzu | 21 marzo 2018    |         |
| 11 | Un brutto fulmine a ciel sereno 「ブΨク、青天の霹靂」 - Busaiku, Seiten no HekirekiNascondi il tuo potere nascosto! 「隠れたΨ能を見出されるな！」 - Kakureta Sainō o Miidasareruna!Una lotta tra le due persone peggiori 「Ψ悪同士の戦い」 - Saiaku Dōshi no TatakaiApparizione di un ragazzo miracolosamente medio! 「奇跡の凡Ψ現る！」 - Kiseki no Bonsai Arawanru!Disastro in biblioteca 「図書室のΨ難」 - Toshoshitsu no Sainan | 28 marzo 2018    |         |
| 12 | Una forte dichiarazione di amicizia 「ドキドキ交Ψ宣言」 - Dokidoki Kousai SengenLa miglior ragazza alata!? 「Ψ強の協力者！？」 - Saikyō no Kyōryoku-sha! ?Le avventure di Riki Jr. N.2, piccolo e intelligente 「小Ψけど賢い！小力２号の冒険」 - Chiisai kedo Kashikoi! Koriki 2-gō no BōkenLe disgrazie di Hiroshi Satou 「佐藤ひろしの災難」 - Satō Hiroshi no SainanTaglia un po' fuori dai lati 「Ψドは軽く遊ばせて」 - Saido wa Karuku Asoba Sete | 4 aprile 2018    |         |
| 13 | La riunione di Chisato Mera (parte 1) 「目良千里のΨ会（前編）」 - Mera Chisato no Saikai (Zenpen)La riunione di Chisato Mera (parte 2) 「目良千里のΨ会（後編）」 - Mera Chisato no Saikai (Kōhen)Un'anomalia con il cyborg silenzioso 「サイレントΨボーグの異変」 - Sairento Saibōgu no IhenI migliori pretendenti 「集え！Ψ強の場所取リスト」 - Tsudoe! Saikyō no Basho to RisutoPrefazione all'episodio finale 「Ψ終回への前フリをしよう」 - Saishūkai e no Maefuri o Shiyou | 11 aprile 2018   |         |
| 14 | La più grande prova della famiglia Saiko 「才虎一族のΨ大の試練」 - Saiko Ichizoku no Saidai no ShirenAssistenti psichici 「サイキックΨドキックス」 - Saikikku SaidokikkusuSchema dell'urlo finale del Club dell'Occulto 「オカルト部Ψ終絶叫計画」 - Okaruto-bu Saishū Zekkyō KeikakuResa dei conti del punteggio dell'amore 「愛情Ψ点対決」 - Aijō Saiten TaiketsuLa classe dell'artista principale 「天Ψ画伯の絵画教室」 - Tensai Gahaku no Kaiga Kyōshitsu | 18 aprile 2018   |         |
| 15 | Ricostruire la squadra di baseball! (parte 1) 「野球部をΨ建せよ！（前編）」 - Yakyūbu o Saiken Seyo! (Zenpen)Ricostruire la squadra di baseball! (parte 2) 「野球部をΨ建せよ！（後編）」 - Yakyūbu o Saiken Seyo! (Kōhen)Mangia anche le tue verdure! Epilogo Yakiniku 「野Ψも食べよう！ 焼肉回」 - Yasai mo Tabeyou! Yakiniku KaiNuovo lavoro di papà!? 「父さんのΨ就職！？」 - Tōsan no Saishūshoku! ?Richieste di regali di compleanno 「Ψ促！誕生日プレゼント」 - Saisoku! Tanjōbi Purezento | 25 aprile 2018   |         |
| 16 | Se stai cercando un fidanzato... 「交Ψ相手をさがすなら…」 - Kōsai Aite o Sagasu nara...Il miglior regalo per un'amata sorella 「Ψ愛の妹にΨ高のプレゼントを」 - Saiai no imōto ni Saikō no Purezento oLo spirito Medium debutta di nuovo 「霊能力者Ψデビュー」 - Reinōryokusha Sai-debyūIl soldato ad alta tecnologia, uomo 100 Yen! 「Ψテク戦士１００円マン！」 - Saiteku Senshi Hyakuenman!Dentro la base segreta 「シークレット・ベース・インΨド」 - Sīkuretto Beisu Insaido | 2 maggio 2018    |         |
| 17 | È tornato! Le cinque direttive del fratello 「Ψ訪！兄からの５つの指令」 - Saihō! Ani kara no Itsutsu no ShireiAndiamo allo zoo! 「Ψもいる！動物園に行こう」 - Sai mo iru! Dōbutsuen ni IkouL'opera disastrosa di un nuovo autore di manga 「新人漫画家のΨ難」 - Shinjin Mangakka no SainanLe vite disgraziate dei fratelli Kaidou 「海藤兄弟のΨ難」 - Kaidō Kyōdai no SainanRinnovo di una ragazza 「イメージチェンジΨガール」 - Imēji Chenji Sai Gāru | 9 maggio 2018    |         |
| 18 | Touma Akechi, lo studente trasferito che non sta mai zitto 「うΨ転校生！明智透真」 - Uzai Tenkōsei! Akechi TōmaLo studente trasferito sta ancora parlando! 「まだまだうΨ！転校生」 - Madamada Uzai! TenkōseiDisastro scavato della patata dolce 「さつまいも掘りのΨ難」 - Satsumaimo Hori no SainanMettere in ordine il personaggio mascotte 「マスコットキャラの体Ψを整えよう」 - Masukotto Kyara no Taisai wo TotonoeyouI giorni svogliati di Metori Saiko 「Ψ虎芽斗吏の退屈な日常」 - Saiko Metori no Taikutsuna Nichijō                                                                                     | 16 maggio 2018   |         |
| 19 | Classe disastrosa 「クラスのΨ難」 - Kurasu no SainanFestival culturale della PK Academy 1 「PK学園文化Ψ１」 - Pīkei Gakuen Bunkasai 1Festival culturale della PK Academy 2 「PK学園文化Ψ２」 - Pīkei Gakuen Bunkasai 2Festival culturale della PK Academy 3 「PK学園文化Ψ３」 - Pīkei Gakuen Bunkasai 3Festival culturale della PK Academy 4 「PK学園文化Ψ４」 - Pīkei Gakuen Bunkasai 4 | 23 maggio 2018   |         |
| 20 | Rappresentazione tramite ipnosi (parte 1) 「Ψ眠能力でなりすませ！（前編）」 - Saimin Nōryoku de Narisumase! (Zenpen)Rappresentazione tramite ipnosi (parte 2) 「Ψ眠能力でなりすませ！（後編）」 - Saimin Nōryoku de Narisumase! (Kōhen)Grandi aspettative sulla nuova mascotte completamente funzionale 「機能満Ψ！期待のニューマスコット」 - Kinō Manman! Kitai no Nyū MasukottoQuest'anno è l'ultima volta! Vigilia di Capodanno 「今年Ψ後だ！大晦日」 - Kotoshi Saigo da! ŌmisokaCapodanno silenzioso 「Ψレントお正月」 - Sairento Oshōgatsu                                                                 | 30 maggio 2018   |         |
| 21 | Cronache dei viaggi dei nonni 「Ψ訪！祖父母放浪記」 - Saihō! Sofubo HōrōkiRestituendo il favore, il digiuno ascetico di Toritsuka 「借りの返Ψ！鳥束断食修行」 - Kari no Hensai! Toritsuka Danjiki shugyōUn malinteso tra amici di sesso opposto (parte 1) 「すれ違い男女交Ψ（前編）」 - Surechigai Danjo Kōsai (Zenpen)Un malinteso tra amici di sesso opposto (parte 2) 「すれ違い男女交Ψ（後編）」 - Surechigai Danjo Kōsai (Kōhen)Un grande scoop! 「特ダネを掲Ψせよ！」 - Tokudane o keisaiseyo! | 6 giugno 2018    |         |
| 22 | Scegliere la persona migliore con cui tornare a casa 「下校相手はΨ良の選択を」 - Gekō Aite wa Sairyō no Sentaku oDettagli ricercati! Il segreto del super idolo 「詳Ψ求む！スーパーアイドルの秘密」 - Shōsai Motomu! Sūpā Aidoru no HimitsuDivisione del lavoro 「役割Ψ分化計画」 - Yakuwari Saibunka KeikakuDi fronte all'imprevisto (parte 1) 「非日常をΨ工せよ（前編）」 - Hinichijō o Saikuseyo (Zenpen)Di fronte all'imprevisto (parte 2) 「非日常をΨ工せよ（後編）」 - Hinichijō o Saikuseyo (Kōhen) | 13 giugno 2018   |         |
| 23 | Di fronte a un passato insolito 1 「非日常な過去をΨ工せよ１」 - Hinichijō na Kako o Saikuseyo 1Di fronte a un passato insolito 2 「非日常な過去をΨ工せよ２」 - Hinichijō na Kako o Saikuseyo 2Di fronte a un passato insolito 3 「非日常な過去をΨ工せよ３」 - Hinichijō na Kako o Saikuseyo 3Di fronte a un passato insolito 4 「非日常な過去をΨ工せよ４」 - Hinichijō na Kako o Saikuseyo 4Di fronte a un passato insolito 5 「非日常な過去をΨ工せよ５」 - Hinichijō na Kako o Saikuseyo 5 | 20 giugno 2018   |         |
| 24 | Prova della bellissima ragazza perfetta 「Ψを見抜け！完璧美少女の試練」 - Sai o Minuke! Kanpeki Bishōjo no ShirenFate la vostra indagine, Psichici 「調査する！Ψキッカーズ！」 - Chōsasuru! Saikikkāzu!Ritorno dalle vacanze catastrofiche 「休み明けのΨ難」 - Yasumiake no SainanRicordando il cast (parte 1) 「集結！思い出のキャラΨ登場（前編」 - Shūketsu! Omoide no Kyara Saitōjō (zenpen)Ricordando il cast (parte 2) 「集結！思い出のキャラΨ登場（後編）」 - Shūketsu! Omoide no Kyara Saitōjō (Kouhen)                                                                                                  | 27 giugno 2018   |         |

##### Special conclusivo (stagione 3 su Netflix)
| Nº | Titolo italiano (traduzione letterale) Giapponese 「Kanji」 - Rōmaji | In onda          | In onda |
| Nº | Titolo italiano (traduzione letterale) Giapponese 「Kanji」 - Rōmaji | Giapponese       |         |
| 1  | Tutti i diversi piani futuri 「十人十色、多Ψな進路」 - Jūnintoiro, tasaina shinroLa replica perfetta!? KusuΩ 「完全Ψ現!?楠Ω」 - Kanzen Saigen!? KusuΩScoppio di una battaglia psichica! 「勃発!Ψキックバトル」 - Boppatsu! SaikikkubatoruScontro di una battaglia psichica! 「激突!Ψキックバトル」 - Gekitotsu! SaikikkubatoruLa resa dei conti finale 「Ψ後の戦い」 - Saito no tatakai | 28 dicembre 2018 |         |
| 2  | Pianificazione delle specifiche per il viaggio 「旅行計画の詳Ψを詰めよう」 - Ryokō keikaku no Shōsai o tsumeyouCosì tanto da vedere a Oshimai 「見どころ満Ψ!忍舞観光!」 - Midokoro mansai! Oshimai kankō!Salvare il mondo dal disastro apocalittico 「Ψ悪の天Ψから世界を救Ψせよ!」 - Saiakuno tensai kara sekai o kyūsai Seiyo!La fine di Saiki Kusuo (parte 1) 「斉木楠雄のΨ後（前編）」 - Saiki Kusuo no Saigo (Zenpen)La fine di Saiki Kusuo (parte 2) 「斉木楠雄のΨ後（後編）」 - Saiki Kusuo no Saigo (Kōhen) | 28 dicembre 2018 |         |